# ان‌جی‌سی ۱۳۷
ان‌جی‌سی ۱۳۷ (به انگلیسی: NGC 137) یک کهکشان عدسی با قدر ظاهری ۱۴٫۲ است که در صورت فلکی ماهی قرار دارد.